# 베라자노내로스교

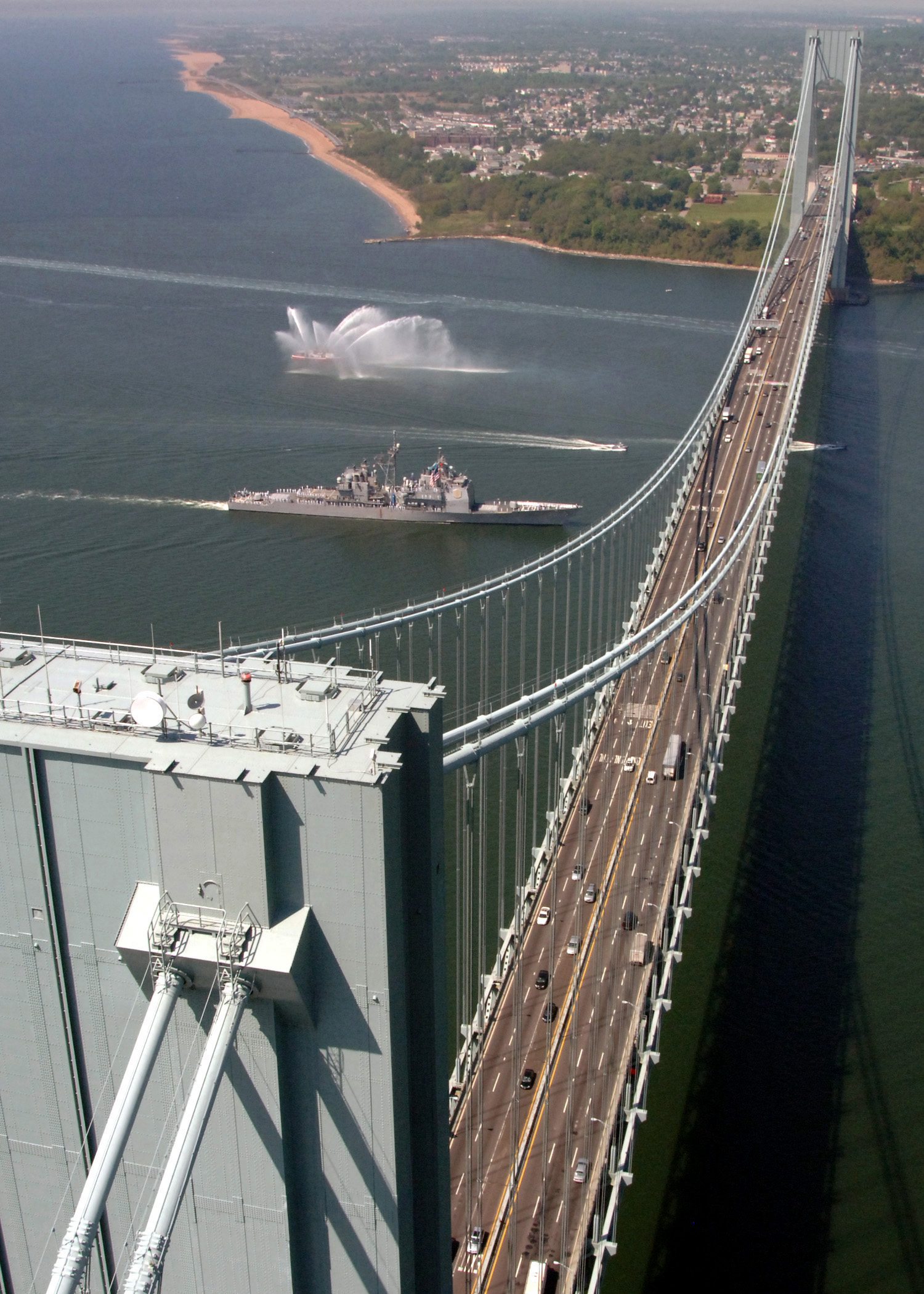
베라자노 내로스 교

베라자노 내로스 교(Verrazano-Narrows Bridge)는 뉴욕 스태튼아일랜드와 브루클린을 연결하는 상하 2층의 자동차도 전용 현수교이다.